# Bitwa nad Greenbrier River
Bitwa nad Greenbrier (zwana także bitwą pod Camp Bartow) – starcie zbrojne, które miało miejsce 3 października 1861 podczas wojny secesyjnej.
Po zwycięstwie w bitwie pod Cheat Mountain wojska Unii otrzymały rozkaz wyparcia konfederatów z Wirginii Zachodniej. Rankiem dnia 3 października generał brygady Joseph J. Reynolds poprowadził oddział rozpoznawczy w sile dwóch brygad z fortu Cheat Mountain Summit w kierunku wschodnim, z zamiarem ataku i zniszczenia wojsk konfederackich w Camp Bartow.
Wojskom północy udało się wkroczyć na tereny zajęte przez przeciwnika, a około godziny 7 rano rozpoczął się długotrwały gwałtowny pojedynek artyleryjski. W trakcie ostrzału Reynolds uderzył najpierw na lewe, a później na prawe skrzydło wojsk konfederackich. Oba ataki zostały jednak odparte przez dobrze zdyscyplinowane i wyposażone oddziały generała Henry R. Jacksona. Około południa Reynolds wstrzymał ataki, po czym wycofał się z powrotem do Cheat Mountain Summit.
Pomimo odparcia ataków przeciwnika, w listopadzie 1861 konfederaci opuścili Camp Bartow i skierowali się na korzystniejsze dla siebie pozycje w okolicy Camp Allegheny.